# Turquia nos Jogos Olímpicos de Verão de 1984
A Turquia competiu nos Jogos Olímpicos de Verão de 1984, realizados em Los Angeles, Estados Unidos.